# Joe Smith (fotbalista)
Joseph „Joe“ Smith (25. června 1889, Dudley – 11. srpna 1971, Blackpool) byl anglický fotbalový útočník. Po skončení kariéry se stal trenérem, Blackpool dovedl k vítězství v FA Cupu. Je 11. nejlepším střelcem anglické ligy.
Nejdelší čas strávil v Bolton Wanderers (1908–1927), se kterými vyhrál FA Cup v letech 1922/1923 a 1925/1926. 
1× také vyhrál Football League Second Division. Dva roky strávil v Stockport County FC. V letech 1929–1930 byl hráčem-trenérem v Darwen FC, se kterým vyhrál Lancashire Combination.
Za reprezentaci nastoupil do 5 zápasů a vstřelil branku. S reprezentací vyhrál British Home Championship v sezóně 1912/13.
Jako trenér vedl Reading FC a Blackpool FC.